# Federazione pallavolistica di Macao
La Federazione macaense di pallavolo (eng.  Volleyball Association of Macau, China) è un'organizzazione fondata per governare la pratica della pallavolo a Macao.
Organizza il campionato maschile e femminile, e pone sotto la propria egida la nazionale maschile e femminile.
Ha aderito alla FIVB nel 1991.